# Kézdiszárazpatak
Kézdiszárazpatak (románul Valea Seacă) falu Romániában Kovászna megyében. Közigazgatásilag Kézdiszentlélek községhez tartozik.

## Fekvése
Kézdivásárhelytől 10 km-re északra, a Kászon-patakának jobb oldali mellékvölgyében fekszik.

## Története
1311-ben Zarazpatak néven említik először. 1324-ben besenyők lakták, akik az Aporok jobbágyai lettek. Középkori temploma 1735-ben romokban hevert, helyére 1798-ban épült
fel mai Szent Bertalan tiszteletére szentelt római katolikus temploma. Határában sok édesvízi és kénes forrás tör fel. Vízimalma 19. századi. 1910-ben 882 magyar lakosa volt. A trianoni békeszerződésig Háromszék vármegye Kézdi járásához tartozott. 1992-ben 687 lakosából 686 magyar és 1 román volt.

## Testvértelepülése
- Piliscsaba, Magyarország